# シータ中間子
シータ中間子(Theta meson、θ)は、トップクォークと反トップクォークから構成される仮想的なクォーコニウム（フレーバーのない中間子）である。ファイ中間子（ストレンジクォークと反ストレンジクォーク）、ジェイプサイ中間子（チャームクォークと反チャームクォーク）、ウプシロン中間子（ボトムクォークと反ボトムクォーク）に相当するものである。トップクォークの寿命が短いため、シータ中間子は天然では観測されないと考えられる。